# Frederik Willems
Frederik Willems, född 8 september 1979 i Eeklo, är en professionell belgisk tävlingscyklist. Han tävlar för det italienska UCI ProTour-stallet Team Liquigas sedan 2007. Willems blev professionell med Vlaanderen-T-Interim 2003, men cyklade under 2002 för Mapei-Quick Step-Latexco TT3, som tillhörde division III. Under säsongen 2001 var han stagiaire med Mapei-Quick Step, det vill säga fick prova på att vara professionell cyklist.
Han vann Etoile de Bessèges 2006 när han tävlade för det belgiska cykelstallet Chocolade Jacques-Topsport Vlaanderen, med vilka han blev professionell 2003. Under säsongen 2006 vann han också en etapp på Tour of Britain. Han bytte stall till Team Liquigas 2007.
I slutet av mars 2009 slutade han tvåa på etapp 1 av Panne tredagars bakom italienaren Filippo Pozzato. Andra platsen gav honom en tillräckligt bra position i sammanställningen så att han till slut kunde ta hem slutsegern i tävlingen framför Joost Posthuma och Tom Leezer. Han slutade på tredje plats på Mandel-Leie-Schelde bakom Nick Nuyens och Steven de Jongh.

## Privatliv
Willems är gift med proffscyklisten Elke De Vreese. Även Elke De Vreese syster Sofie De Vreese är cyklist.

## Meriter
2000
Etappseger, GP Tell
2001
Seraing-Aken-Seraing
2002
Etapp 7, Tour of Cuba
2003
GP Alphonse Schepers
2006
Étoile de Bessèges
Etapp 1, Etoile de Bessèges
Etappseger, Tour of Britain
Etappseger, Ster Elektrotoer
2009
Driedaagse van De Panne-Koksijde

## Stall
- 2001 Mapei-Quick Step (Stagiaire)
- 2002 Mapei-Quick Step-Latexco TT3
- 2003-2004 Vlaanderen-T-Interim
- 2005 Chocolade Jacques-T Interim
- 2006 Chocolade Jacques-Topsport Vlaanderen
- 2007-2010 Team Liquigas
- 2011- Omega Pharma-Lotto